# Bakary Konate
Bakary Konate (Bamako, 15 de diciembre de 1993) es un jugador de baloncesto maliense. Con 2 metros y 11 centímetros de estatura, juega en la posición de pívot.

## Trayectoria
Con apenas 16 años abandonó su país natal, Malí, tras ser reclutado por C.B Gran Canaria. Fue uno de los grandes dominadores en los campeonatos de España de categoría cadete en 2009 (en el que fue nombrado Mejor Jugador del torneo) y posteriormente formó parte del equipo filial del CB Gran Canaria en Liga EBA. En la temporada 2011/12 debutó en LEB Oro con el UB La Palma, siendo su aportación poco significativa (lesionado). Un año después juega en LEB Plata con el CB Gran Canaria B, logrando promedios de 4,7 puntos y 5,2 rebotes en 14 minutos.
En 2014 acepta la oferta de la Universidad de Minnesota, incorporándose esa temporada a la plantilla de los Golden Gophers para disputar durante cuatro años la División I de la NCAA encuadrado en la potente conferencia Big Ten. En 2015/16 completa su mejor año, con promedios de 21 minutos, 4,8 puntos, 5,1 rebotes y 1 tapón por encuentro. Con la llegada al equipo de nuevos jugadores fue perdiendo protagonismo paulatinamente hasta su graduación en 2018, con unos promedios en su último año de 1,7 puntos y 3,4 rebotes en 14 minutos. Ese verano participó en los workouts de la NBA con los Charlotte Hornets.
En febrero de 2019 se anuncia su fichaje por el Cáceres Patrimonio de la Humanidad, equipo de la LEB Oro española con el que disputó los últimos 13 partidos de la temporada 2018/19 logrando unos promedios de 2,2 puntos y 2,9 rebotes en algo menos de 11 minutos por encuentro.
En la temporada 2019/20 firma con el Zornotza, de LEB Plata, donde disputa 14 partidos con medias de 4,2 puntos y 4,7 rebotes antes de causar baja e incorporarse a mediados de diciembre al CB Marbella, de la misma competición, donde mejora sus prestaciones hasta 5.9 puntos y 6.3 rebotes por partido.
En la temporada 2020/21 firma con el Académica de Coimbra, club de la LPB portuguesa. Disputa 16 partidos con medias de 6.5 puntos y 5.5 rebotes.